# Шулгановский сельсовет
Шулгановский сельсовет — муниципальное образование в Татышлинском районе Башкортостана.
Административный центр — село Шулганово.

## История
Согласно Закону о границах, статусе и административных центрах муниципальных образований в Республике Башкортостан имеет статус сельского поселения.

## Население
| 2002  | 2009  | 2010  | 2012  | 2013  | 2014  | 2015  |
| ----- | ----- | ----- | ----- | ----- | ----- | ----- |
| 2221  | ↘2074 | ↘1912 | ↘1885 | ↘1855 | ↘1834 | ↘1749 |
| 2016  | 2017  | 2018  |       |       |       |       |
| ↘1730 | ↘1666 | ↘1606 |       |       |       |       |

## Состав сельского поселения
| № | Населённый пункт | Тип населённого пункта       | Население |
| - | ---------------- | ---------------------------- | --------- |
| 1 | Шулганово        | село, административный центр | ↘925      |
| 2 | Кашкаково        | деревня                      | ↘481      |
| 3 | Гарибашево       | деревня                      | ↘446      |
| 4 | Чишма            | деревня                      | ↘48       |
| 5 | Зиляктау         | деревня                      | →11       |
| 6 | Кустарёвка       | деревня                      | ↘1        |

## Известные уроженцы
- Валеева, Фина Мансуровна (род. 1 января 1974) — актриса театра, Заслуженная артистка Республики Башкортостан (2003), Народная артистка Республики Башкортостан (2013)[16][17].